# Schloss Nudersdorf

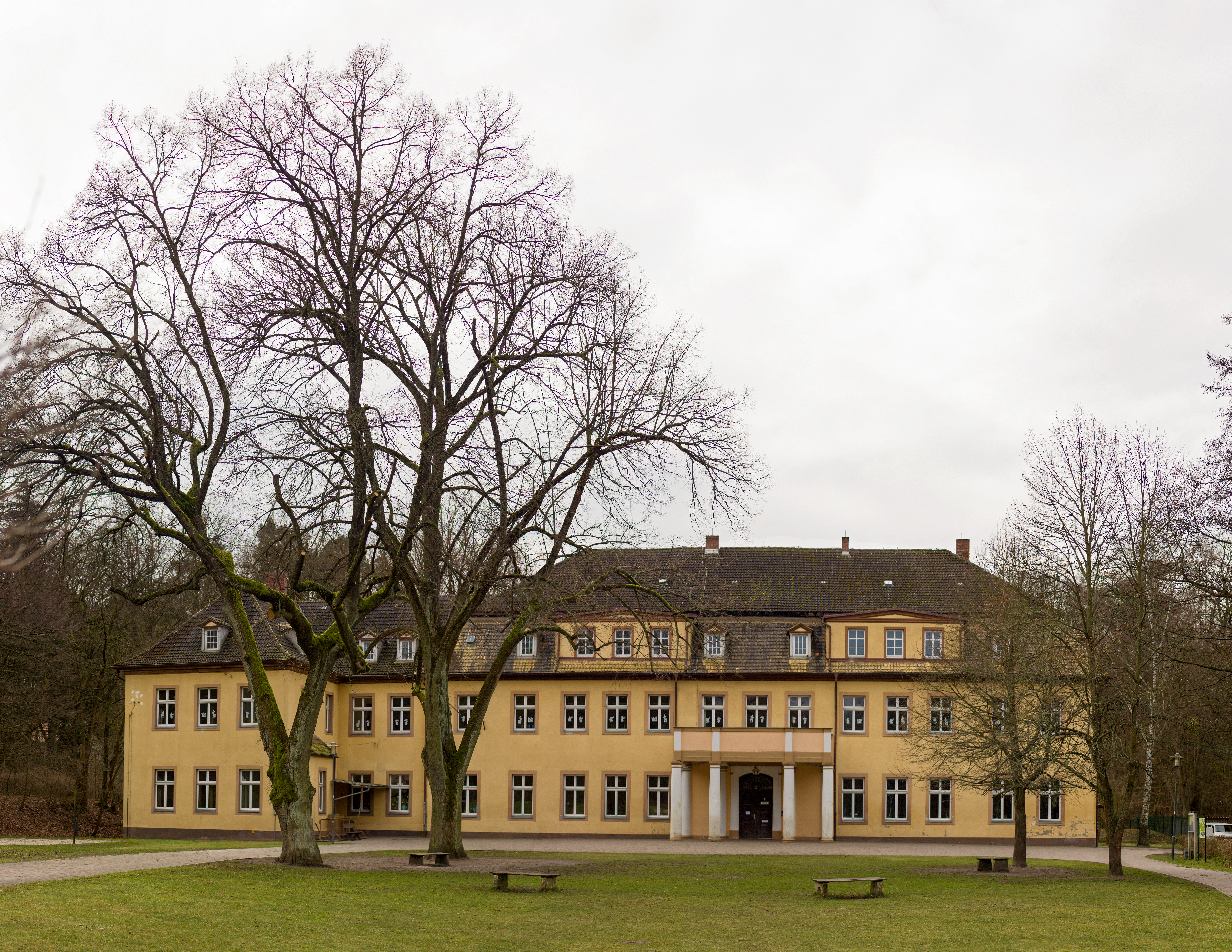
Das Schloss Nudersdorf im Januar 2018.

Das Schloss Nudersdorf ist ein aus dem 18. Jahrhundert stammendes Bauwerk in dem zur Lutherstadt Wittenberg gehörigen Ortsteil Nudersdorf in Sachsen-Anhalt.

## Geschichte
Am 20. Januar 1548 erhielt der Kanzler Gregorius Brück von Kurfürst Moritz von Sachsen u. a. zum Lehen die Dorfstette Nudersdorff mit allen Rechtten unnd mit der Hasenjagt uf derselbenn Dorfmarckten. Moritz war mit dem Erwerb der Kurwürde neuer Landesherr des Kurfürstentums Sachsen geworden und erneuerte die Belehnung, die zuvor bereits von Herzog Friedrich von Sachsen erfolgt war, als Brück die Güter von Bernhard Brambach, Bürger zu Wittenberg, erwarb.
Von einem Rittergut im eigentlichen Sinne war im besagten Lehnbrief noch nicht die Rede. Ein Gut aus zwei rechtwinklig aneinanderstoßenden Flügeln muss erst durch Gregor Brück errichtet worden sein. Zum Gut gehörte auch eine Papiermühle, die Gregor Brücks gleichnamiger Sohn 1578 an Veit Winsheim aus Wittenberg verkaufte.
1592 befand sich Nudersdorf bereits im Besitz von Vertretern der Familie von Leipzig. 1622 erwarb Wilhelm Löser das Gut Nudersdorf von den Erben des verstorbenen Friedrich von Leipzig. Während des Dreißigjährigen Krieges soll das Gut in Nudersdorf „demoliert“ worden sein. 1654 verpflichtete sich Ludomilla Löser, daß Guth Nuderßdorff wiederumb zureumen undt an Georg Heinrich Löser auf Kropstädt abzuetreten. Ab diesem Zeitpunkt war der Besitz der Güter Nudersdorf und Kropstädt gekoppelt und Vertreter der Familie Löser erneuerten bis zum Beginn des 18. Jahrhunderts regelmäßig die Belehnungen am Lehnhof Dresden. Nach dem Tod von Georg Heinrich Löser taten dies die drei Brüder Wilhelm Heinrich, Eustachius und der im Ausland lebende Wolf Adam Löser. Deren Vetter Magnus Löser († 1693) hatte ebenfalls einen Anteil am Gut Nudersdorf.
1704 übernahm Wilhelm Heinrich Löser als alleiniger Besitzer das Gut, nachdem er bereits für dessen bauliche Erneuerung in der heute noch vorhandenen äußeren Gestalt gesorgt hatte (Wappenstein von 1703). Wilhelm Heinrich Löser starb 1709 ohne Hinterlassung von eigenen Kindern. Seine beiden Brüder Eustachius und Wolf Adam erbten daher das Gut. Da letzterer weiterhin im Ausland lebte, wurde Eustachius neuer Erb- und Gerichtsherr auf Nudersdorf. Er starb am 23. Januar 1732, und seine beiden Söhne Jost Heinrich und Eustachius Friedrich von Löser erbten das Gut. Da sie in Militärdiensten standen, verkauften sie es 1738 an den Hofrat und Ordinarius zu Wittenberg, Augustin Leyser. Der geadelte Leyser starb am 4. Mai 1752 in Wittenberg, ohne lebende Söhne zu hinterlassen. Wunschgemäß wurde er am 9. Mai 1752 in Nudersdorf begraben. Das Gut fiel daraufhin an den braunschweig-lüneburgischen Oberappellationsrat Friedrich Wilhelm von Leyser zu Celle. Nachdem Leyser am 15. Juli 1766 gestorben war, übernahmen seine beiden Söhne Friedrich Wilhelm und Georg Ludwig von Leyser das Gut Nudersdorf. Letzterer überließ 1767 seinem älteren Bruder seinen Anteil am Gut. Friedrich Wilhelm von Leyser starb unverheiratet am 3. April 1784 in Celle und hatte das Gut testamentarisch an seinen 1771 geborenen Neffen August Wilhelm Friedrich von Leyser vererbt. Dieser wurde Rittmeister bei der Garde du Corps und erreichte 1803 die Umwandlung des Mannlehn- in ein Erbgut. Der inzwischen zum sächsischen Generalmajor und Brigadier der Kavallerie beförderte Leyser verkaufte das seit 1815 im Königreich Preußen liegende Rittergut Nudersdorf noch im gleichen Jahr an den preußischen Oberforstmeister Alexander Ferdinand von Erdmannsdorf.
1917 wurde im Schloss ein Verwalter eingesetzt. Vorher lebte dort Graf Schleißner, dann Graf von Limburg-Stirnum. Der Müllermeister zu dieser Zeit hieß mit Nachnamen Berlin, seine Söhne Erich und Walter und seine Töchter Elisabeth und Frida.
Am 18. November 1840 wurde das Allodial-Rittergut Nudersdorf meistbietend an den Ökonomieinspektor Christian Meyer aus Wiesenburg versteigert, der im Auftrag des sächsischen Kammerherrn und Rittergutsbesitzer Curt Friedrich Gottlob von Watzdorf aus Wiesenburg das Gut erwarb. Watzdorf starb am 14. April 1848, und seine Witwe und Kinder erbten das Gut. Sie verkauften es am 4. April 1849 an den Amtmann Johann Friedrich Pfau aus Lobstädt bei Borna, später in Anger bei Leipzig wohnhaft. Pfau überließ es bereits am 30. September 1849 an die Gebrüder Gustav und Karl Wilhelm Luther. Diese beiden promovierten Mediziner legten hier ein Badehaus an. Eine entdeckte schwefelhaltige Quelle wurde eingefasst und das Wasser in Röhren zum Badehaus geleitet. Das Bad wurde bekannt und hatte von Jahr zu Jahr sich mehrenden Besuch. Der industrielle Aufschwung (Abbau von Kohle und Tonerden, Handwerk, Handel) in Nudersdorf verursachte eine Einstellung des Badebetriebs.
Seit 1945 wird das Schloss Nudersdorf als Schule genutzt, zunächst als Dorfschule Nudersdorf, später als 10-klassige, zeitweise auch mehrzügige Polytechnische Oberschule Nudersdorf.
1992 wurde das Schloss Sitz der Verwaltungsgemeinschaft Südfläming. Die Grundschule Nudersdorf (Klassen 1–4) wurde integriert. Das Gebäude und der Schlossvorplatz wurden saniert. Jährlich im Sommer findet ein historisches Schlossfest statt.
2005 wurde Nudersdorf nach Lutherstadt Wittenberg eingemeindet, damit ist das Schloss nicht mehr Sitz der Verwaltungsgemeinschaft Südfläming. Es verbleibt jedoch der Sitz des Bürgerbüros.
2006 wurde das Schloss durch den Umzug der Grundschule in das zweite Geschoss sowie durch den Einzug des Nudersdorfer Jugendklubs in den Südflügel des Schlosses umgenutzt.